# Meranti Jaya
Meranti Jaya is een bestuurslaag in het regentschap Kepahiang van de provincie Bengkulu, Indonesië. Meranti Jaya telt 1366 inwoners (volkstelling 2010).